# McLaren MP4/4
El McLaren MP4/4 fue un monoplaza del equipo Honda Marlboro McLaren para la temporada 1988 de Fórmula 1. Fue conducido por Ayrton Senna y Alain Prost, quienes terminaron primero y segundo en el campeonato respectivamente. Es estadísticamente uno de los mejores monoplazas de la historia de Fórmula 1. Obtuvo 15 victorias en las 16 carreras disputadas en la temporada 1988, rompiendo así el récord al mayor porcentaje de carreras ganadas en una temporada de Fórmula 1, el que mantuvo for 35 años hasta ser superado por el Red Bull RB19 en 2023.

## Estadísticas
En 16 carreras disputadas en la temporada 1988, el McLaren MP4/4 obtuvo 15 victorias, 15 pole positions, 8 vueltas rápidas, 10 dobletes, 25 podios (de 32 posibles) y 199 puntos (de 240 posibles). McLaren terminó primero el Campeonato de Constructores, a 134 puntos del segundo, Ferrari.
La única carrera en que el monoplaza no obtuvo una victoria fue en el Gran Premio de Italia en Monza; Prost se retiró en la vuelta 34 tras fallos en el motor, mientras que Senna cayó al décimo lugar a tres vueltas del final tras una colisión con Jean-Louis Schlesser (quien reemplazaba a Nigel Mansell en Williams). El choque se produjo cuando Senna, liderando la carrera, intentó adelantar a Schlesser, sobre quien llevaba una vuelta de ventaja. El accidente obligó al brasileño a retirarse, no obstante de mantener su lugar, pero sin sumar puntos. Gerhard Berger terminó por darle la victoria a Ferrari.

## Resultados

### Fórmula 1
(Clave) (negrita indica pole position) (cursiva indica vuelta rápida)

| Año         | Motor              | Neu. | N.º | Pilotos      | 1   | 2   | 3   | 4   | 5   | 6   | 7   | 8   | 9   | 10  | 11  | 12  | 13  | 14  | 15  | 16  | Puntos | Pos. |
| ----------- | ------------------ | ---- | --- | ------------ | --- | --- | --- | --- | --- | --- | --- | --- | --- | --- | --- | --- | --- | --- | --- | --- | ------ | ---- |
| 1988        | Honda RA168-E V6 t | G    |     |              | BRA | SMR | MON | MEX | CAN | USE | FRA | GBR | GER | HUN | BEL | ITA | POR | ESP | JPN | AUS | 199    | 1º   |
| 1988        | Honda RA168-E V6 t | G    | 11  | Alain Prost  | 1   | 2   | 1   | 1   | 2   | 2   | 1   | Ret | 2   | 2   | 2   | Ret | 1   | 1   | 2   | 1   | 199    | 1º   |
| 1988        | Honda RA168-E V6 t | G    | 12  | Ayrton Senna | DSQ | 1   | Ret | 2   | 1   | 1   | 2   | 1   | 1   | 1   | 1   | 10  | 6   | 4   | 1   | 2   | 199    | 1º   |
| Referencia: |                    |      |     |              |     |     |     |     |     |     |     |     |     |     |     |     |     |     |     |     |        |      |